# گورستان گویم
قبرستان گویم مربوط به دوره اوایل ورود اسلام است و در شهرستان شیراز، بخش مرکزی، دهستان دراک، روستای گویم، جنب منازل مسکونی واقع شده و این اثر در تاریخ ۲۳ بهمن ۱۳۸۵ با شمارهٔ ثبت ۱۷۲۴۵ به‌عنوان یکی از آثار ملی ایران به ثبت رسیده است.